# Éditions de la Gouttière
Les Éditions de la Gouttière est un éditeur de bande dessinée indépendant établi à Amiens depuis 2009. Il constitue le département éditorial de l'association On a Marché sur la Bulle, organisatrice des Rendez-vous de la bande dessinée d'Amiens.
Le logo des éditions de la Gouttière a été créé par Alfred.

## Publications jeunesse
- Hugo et Cagoule (2012), de Loïc Dauvillier et Marc Lizano.
- Kirouek (2011), de Nicolas Poupon.
- La Carotte aux étoiles (2010), de Régis Lejonc et Riff Reb's sur une idée de Thierry Murat.
- La Maison la nuit (2018), de Joub et Nicoby.
- La Petite Famille – intégrale (2013), de Loïc Dauvillier et Marc Lizano.
- Magisk Magi ! (2018), de Alfred et Régis Lejonc.
- Mon Copain secret ! (2012), de Loïc Dauvillier et Alain Kokor.
- Nora (2015), de Léa Mazé.
- Petite souris, Grosse bêtise (2009), de Loïc Dauvillier et Alain Kokor.
- Qu’ils y restent (2016), de Régis Lejonc, Pascal Mériaux et Riff Reb's.
- Snowman (2018), de Jacques Duquennoy.
- Anuki, de Frédéric Maupomé et Stéphane Sénégas (9 tomes)
- Enola et les animaux extraordinaires, de Joris Chamblain et Lucile Thibaudier (cinq tomes)
- L’Émouvantail, de Renaud Dillies et Christophe Bouchard (3 tomes)
- La Pension Moreau, de Benoît Broyart et Marc Lizano (3 tomes)
- Les Croques, de Léa Mazé (2 tomes)
- Les Enquêtes « polar » de Philippine Lomar, de Dominique Zay et Greg Blondin (4 tomes)
- Lili Crochette et Monsieur Mouche, de Joris Chamblain et Olivier Supiot (5 tomes)
- Linette, de Catherine Romat et Jean-Philippe Peyraud (3 tomes)
- Myrmidon, de Loïc Dauvillier et Thierry Martin (6 tomes)
- Sixtine, de Frédéric Maupomé et Aude Soleilhac (3 tomes)

## Autres publications
- Jeu de 7 Familles de La Ferme infernale de Jampur Fraize.
- Sortir de terre (2019), de Xavier Bétaucourt et Jean-Luc Loyer, enquête et documentaire au sujet du Louvre-Lens.